# 石原直樹
石原 直樹（いしはら なおき、1984年8月14日 - ）は、群馬県高崎市出身の元プロサッカー選手。現役時代のポジションはフォワード。

## 来歴

### プロ入り前
高崎西FC時代からサッカーを始め、同クラブでは青木拓矢ともプレーしている。その後、高崎市立片岡中学校、高崎経済大学附属高等学校とサッカー界では無名の学校へ進学している。高校選手権や国体選抜など全国大会には無縁だった。

### 湘南ベルマーレ
2003年、湘南ベルマーレに入団。当時は全く無名だったがその恵まれた身体能力を聞きつけた湘南スカウトの隠し球的な存在だった。同期入団は石田祐樹、照井篤。同年から監督に就任したサミアは早くから石原を評価し、自身初采配であるJ2第1節の一人目の交代選手として石原を起用している。成績不振によりサミア監督は辞任し、山田松市コーチが監督に昇格、この時代にJリーグ初得点を決めている。以降は相次ぐ監督交代や自身の怪我に悩まされることも多く出場機会が限られていた。
2006年6月、湘南監督が菅野将晃に代わったことが転機となる。菅野監督はそれまでやってきたサッカーを一新させ前線からの守備をベースとしたアグレッシブなサッカーを目指し、石原をレギュラーに固定した。菅野監督時代の公式戦初勝利は石原の2ゴールによってもたらされている。2007年、背番号を11に変更。事実上のチームのエース となり、チームも2年連続で昇格争いに絡むようになる。その中で2007年はチーム最多タイの12ゴール、2008年はJ2で3位タイ となる18ゴールを記録した。このプレー振りでJ1からオファーが届くようになり、菅野監督が退任した 事も転機となった。

### 大宮アルディージャ
2009年、大宮アルディージャに完全移籍した。自身初のJ1だったがすぐに順応し、第3節のヴィッセル神戸戦で大宮での初ゴールを決めると、その後はレギュラーとしてマトに次ぐチーム2位の7ゴールをあげた。2010年成績不振により監督が張外龍から鈴木淳へと代わる中で、チーム得点王 となる。AFCアジアカップ2011予備登録メンバー。ただ鈴木監督時代は途中交代の切り札として重用されるようになり、2011年になると怪我もありほとんどの試合で先発ではなくスーパーサブとして起用された。

### サンフレッチェ広島
2012年、先発として勝負したいためサンフレッチェ広島に完全移籍した。広島では移籍した李忠成の穴を埋める活躍を期待された。同年度主力としてフルシーズン活躍し、広島のJ1初優勝に貢献した。翌2013年も引き続き在籍し、同年7月の古巣大宮戦で自身初のハットトリックを達成している。また、J1最終節にて決勝ゴールを含む2得点を叩き込み、J1では自身初の2桁得点を達成し広島のJリーグ2連覇に貢献した。

### 浦和レッズ
2015年、浦和レッズへ完全移籍した。4月12日、Jリーグ1stステージ第5節川崎フロンターレ戦にて右膝前十字靭帯を損傷し、長期離脱を余儀なくされた。11月11日、天皇杯4回戦のFC町田ゼルビア戦にて途中出場し、7ヶ月ぶりに復帰。2016年3月2日、ACLグループステージ第2節浦項スティーラース戦にて乱暴な行為をしたとして、ACLにおいて2試合の出場停止処分と罰金5000ドルが科された。

### ベガルタ仙台
2016年12月29日、ベガルタ仙台への期限付き移籍が発表された。2017年、北海道コンサドーレ札幌との開幕戦では3年ぶりとなるゴールを決めた。4月16日、第7節の鹿島アントラーズ戦でJ1通算200試合を達成した。11月26日、第33節の横浜F・マリノス戦では3年ぶりとなるシーズン2桁得点を達成した。シーズン終了後に完全移籍で加入。

### 湘南ベルマーレ復帰
2019年12月30日、湘南ベルマーレに完全移籍で加入が発表。12年ぶりに復帰した。
2020年2月21日、同年のJ1リーグ開幕戦・浦和戦で湘南復帰後初得点を記録。これはJ1からJ3までの3カテゴリーを含む2020年のJリーグ全体のリーグ戦初得点でもあった。
2022年1月8日、契約満了による退団が発表された。

### 現役引退
2022年3月20日、現役引退およびベルマーレアンバサダーの就任を発表。

## プレースタイル
豊富な運動量と高い身体能力を持ち合わせ、前線からのプレスやDFラインの裏を抜けるスピードが特徴の選手。途中交代からの決定力も高いことから、スーパーサブとしても起用される。
また2列目のMFとしても起用される。

## 所属クラブ
- 高崎西FC
- 1997年 - 1999年 高崎市立片岡中学校
- 2000年 - 2002年 高崎経済大学附属高等学校
- 2003年 - 2008年  湘南ベルマーレ
- 2009年 - 2011年  大宮アルディージャ
- 2012年 - 2014年  サンフレッチェ広島
- 2015年 - 2017年  浦和レッズ
  - 2017年  ベガルタ仙台（期限付き移籍）
- 2018年 - 2019年  ベガルタ仙台
- 2020年 - 2021年  湘南ベルマーレ

## 個人成績
| 国内大会個人成績 | 国内大会個人成績 | 国内大会個人成績 | 国内大会個人成績 | 国内大会個人成績 | 国内大会個人成績 | 国内大会個人成績 | 国内大会個人成績 | 国内大会個人成績 | 国内大会個人成績 | 国内大会個人成績 | 国内大会個人成績 |
| 年度             | クラブ           | 背番号           | リーグ           | リーグ戦         | リーグ戦         | リーグ杯         | リーグ杯         | オープン杯       | オープン杯       | 期間通算         | 期間通算         |
| 年度             | クラブ           | 背番号           | リーグ           | 出場             | 得点             | 出場             | 得点             | 出場             | 得点             | 出場             | 得点             |
| 日本             | 日本             | 日本             | 日本             | リーグ戦         | リーグ戦         | リーグ杯         | リーグ杯         | 天皇杯           | 天皇杯           | 期間通算         | 期間通算         |
| ---------------- | ---------------- | ---------------- | ---------------- | ---------------- | ---------------- | ---------------- | ---------------- | ---------------- | ---------------- | ---------------- | ---------------- |
| 2003             | 湘南             | 19               | J2               | 17               | 2                | -                | -                | 4                | 2                | 21               | 4                |
| 2004             | 湘南             | 19               | J2               | 3                | 0                | -                | -                | 0                | 0                | 3                | 0                |
| 2005             | 湘南             | 19               | J2               | 8                | 0                | -                | -                | 1                | 0                | 9                | 0                |
| 2006             | 湘南             | 19               | J2               | 29               | 9                | -                | -                | 2                | 1                | 31               | 10               |
| 2007             | 湘南             | 11               | J2               | 45               | 12               | -                | -                | 2                | 2                | 47               | 14               |
| 2008             | 湘南             | 11               | J2               | 41               | 18               | -                | -                | 1                | 0                | 42               | 18               |
| 2009             | 大宮             | 9                | J1               | 32               | 7                | 4                | 1                | 2                | 0                | 38               | 8                |
| 2010             | 大宮             | 9                | J1               | 33               | 9                | 6                | 1                | 3                | 0                | 42               | 10               |
| 2011             | 大宮             | 9                | J1               | 25               | 4                | 2                | 0                | 1                | 0                | 28               | 4                |
| 2012             | 広島             | 9                | J1               | 32               | 7                | 5                | 2                | 1                | 0                | 38               | 9                |
| 2013             | 広島             | 9                | J1               | 33               | 10               | 2                | 0                | 6                | 1                | 41               | 11               |
| 2014             | 広島             | 9                | J1               | 29               | 10               | 3                | 1                | 0                | 0                | 32               | 11               |
| 2015             | 浦和             | 11               | J1               | 4                | 0                | 0                | 0                | 1                | 0                | 5                | 0                |
| 2016             | 浦和             | 11               | J1               | 6                | 0                | 1                | 0                | 0                | 0                | 7                | 0                |
| 2017             | 仙台             | 11               | J1               | 31               | 10               | 6                | 1                | 1                | 0                | 38               | 11               |
| 2018             | 仙台             | 11               | J1               | 34               | 7                | 3                | 0                | 5                | 2                | 42               | 9                |
| 2019             | 仙台             | 11               | J1               | 20               | 1                | 4                | 1                | 1                | 0                | 25               | 2                |
| 2020             | 湘南             | 13               | J1               | 27               | 6                | 2                | 0                | -                | -                | 29               | 6                |
| 2021             | 湘南             | 13               | J1               | 18               | 0                | 6                | 0                | 2                | 0                | 26               | 0                |
| 通算             | 日本             | 日本             | J1               | 324              | 71               | 44               | 7                | 23               | 3                | 391              | 81               |
| 通算             | 日本             | 日本             | J2               | 143              | 41               | -                | -                | 10               | 5                | 153              | 46               |
| 総通算           | 総通算           | 総通算           | 総通算           | 467              | 112              | 44               | 7                | 33               | 8                | 544              | 127              |

その他の公式戦
- 2013年
  - XEROX SUPER CUP 1試合0得点
- 2014年
  - XEROX SUPER CUP 1試合0得点

出場歴・記録
- Jリーグ初出場 : 2003年3月15日J2第1節対モンテディオ山形戦
  - 63分金根哲と交代出場
- Jリーグ初得点 : 2003年9月20日J2第34節対アルビレックス新潟戦
  - 45分吉野智行と交代出場、58分得点
- ハットトリック
  - 2013年7月31日J1第18節対大宮アルディージャ戦

| 国際大会個人成績 | 国際大会個人成績 | 国際大会個人成績 | 国際大会個人成績 | 国際大会個人成績 | FIFA      | FIFA      |
| 年度             | クラブ           | 背番号           | 出場             | 得点             | 出場      | 得点      |
| AFC              | AFC              | AFC              | ACL              | ACL              | クラブW杯 | クラブW杯 |
| ---------------- | ---------------- | ---------------- | ---------------- | ---------------- | --------- | --------- |
| 2012             | 広島             | 9                | -                | -                | 2         | 0         |
| 2013             | 広島             | 9                | 6                | 2                | -         | -         |
| 2014             | 広島             | 9                | 8                | 3                | -         | -         |
| 2015             | 浦和             | 11               | 4                | 0                | -         | -         |
| 2016             | 浦和             | 11               | 2                | 0                | -         | -         |
| 通算             | AFC              | AFC              | 20               | 5                | 2         | 0         |

## タイトル

### クラブ
サンフレッチェ広島
- J1リーグ：2回（2012年、2013年)
- FUJI XEROX SUPER CUP：2回（2013年、2014年)

浦和レッズ
- J1リーグ 1stステージ：1回（2015年)
- J1リーグ 2ndステージ：1回（2016年)
- Jリーグカップ：1回（2016年)

### 個人
- J1リーグ月間MVP：1回（2014年10月)

## 代表歴
- 2014年 日本代表候補

## 参考資料
- “湘南ベルマーレのエースストライカー石原直樹さん”.   平塚タウンニュース (2008年7月31日). 2012年1月30日閲覧。
- “鋭く巧みに ゴール奪う FW石原直樹”. 中国新聞:  p. 14. (2012年1月29日)